# Arthur Henry Reginald Buller
Arthur Henry Reginald Buller (Moseley, 19 de Agosto de 1874 — Winnipeg, 3 de Julho de 1944) foi um micologista britânico-canadiano.
Conhecido sobretudo como investigador sobre fungos e ferrugem do trigo.

## Carreira
Nasceu em Moseley, Birmingham, Inglaterra, formou-se no Queen's College em Taunton em 1896 e obteve o doutoramento em botânica na Universidade de Leipzig em 1899. Entre 1901 e 1904, foi palestrante sobre botânica na Universidade de Birmingham. Foi para o Canadá em 1904, tornando-se o primeiro professor de botânica e geologia na Universidade de Manitoba. Foi director do departamento de botânica até à sua aposentação em 1936.
Foi eleito para a Royal Society of Canada em 1909, tornando-se seu presidente em 1927. Em 1929, foi-lhe atribuída a Medalha Flavelle da Sociedade Real do Canadá e em 1937 foi eleito membro da Royal Society.
- Este artigo foi inicialmente traduzido, total ou parcialmente, do artigo da Wikipédia em inglês cujo título é «Arthur Henry Reginald Buller», especificamente desta versão.